# Економија Сомалиленда
Привреда Сомалиленда се у великој мери ослања на примарну производњу и пољопривреду, где је стока главни извоз земље, коју испоручује у суседне Џибути и Етиопију, као и у заливске државе, као што су УАЕ, Саудијска Арабија и Оман. Сомалиленд има бруто домаћи производ (БДП) од око 7,2 милијарде америчких долара од 2022. од чега већину прима у дознакама од Сомалијаца који раде у иностранству. Пандемија ЦОВИД-19 ограничила је трговинске токове Сомалиленда са смањеном тражњом у сектору пољопривреде, значајном извору пореских прихода. БДП земље по глави становника је приближно 1530 УСД, што је један од најнижих у свету.
Сомалиленд се налази дуж Аденског залива, близу улаза у Баб ал-Мандеб, главну морску стазу кроз коју пролази скоро једна трећина светског бродарства. Његова локација је помогла влади да привуче нове трговинске и развојне послове. Крајем 2016. године, DP World је најавио да ће уложити скоро 450 милиона америчких долара за управљање и унапређење луке Бербера и развој коридора који иде од луке до границе са Етиопијом. 2021. пројекту се придружила ЦДЦ група владе Велике Британије која је удвостручила средства.

## Преглед
Сомалијски шилинг, који се не може лако заменити ван Сомалиленда због непризнавања нације, регулише Банка Сомалиленда, централна банка, која је уставом успостављена 1994. године.
Пошто је Сомалиленд непризнат, међународним донаторима је тешко пружити помоћ. Као резултат тога, влада се углавном ослања на пореске приходе и дознаке велике сомалијске дијаспоре, које доприносе огромној економији Сомалиленда. Дознаке долазе у Сомалиленд преко компанија за трансфер новца, од којих је највећа Дахабшил, једна од ретких сомалијских компанија за трансфер новца које су у складу са савременим прописима о трансферу новца. Светска банка процењује да дознаке у вредности од око милијарду долара годишње стижу у Сомалију од емиграната који раде у државама Залива, Европи и Сједињеним Државама. Аналитичари кажу да Дахабшиил може да поднесе око две трећине те бројке, а да чак половина стигне само у Сомалиленд.
Од касних 1990-их, пружање услуга је значајно побољшано кроз ограничене државне одредбе и доприносе невладиних организација, верских група, међународне заједнице (посебно дијаспоре) и растућег приватног сектора. Локалне и општинске власти развијају кључне одредбе јавних услуга као што су вода у Харгеиси и образовање, струја и безбедност у Бербери. 2009. године, Banque pour le Commerce et l'Industrie – Mer Rouge (БЦИМР), са седиштем у Џибутију, отворила је филијалу у Харгејси и постала прва банка у земљи од колапса Банке комерцијалне и штедионице Сомалије 1990. године. У 2014. Dahabshil Bank International је постала прва комерцијална банка у региону. У 2017. години Премијер банка из Могадиша отворила је филијалу у Харгеиси.
Разне телекомуникационе компаније такође имају филијале у Сомалиленду. Међу овим компанијама је и Телесом, један од највећих оператера у Сомалиленду. Основан 2002. године са циљем снабдевања локалног тржишта телекомуникационим услугама као што су ГСМ, фиксна линија и приступ Интернету, има широку мрежу која покрива све веће градове Сомалиленда и више од 40 округа у Сомалији и Сомалиленду. Телесом такође нуди међу најјефтинијим међународним тарифама за 0,2 УСД мање од свог најближег конкурента. Остале телекомуникационе компаније које опслужују регион су Сомтел, Телком и NationLink.
Сточарство је окосница економије Сомалиленда. Овце, камиле и говеда се отпремају из луке Бербера и шаљу у арапске земље Персијског залива, као што је Саудијска Арабија. Земља је дом неких од највећих сточних пијаца, познатих у Сомалији као сеилад, на Рогу Африке, са чак 10.000 грла оваца и коза које се свакодневно продају на пијацама Бурао и Ирове, од којих се многе отпремају у Залив државе преко луке Бербера. Тржиште се бави стоком из целог Рога Африке.
Пољопривреда се генерално сматра потенцијално успешном индустријом, посебно у производњи житарица и хортикултури. Рударство такође има потенцијал, иако једноставно вађење представља обим текућих операција, упркос присуству различитих количина минералних налазишта.
- Дахабшиил у Харгејси.
- Тржни центар у центру Бураоа.

## Туризам
Камена уметност и пећине у Лас Гелу, који се налази на периферији Харгеисе, популарна су локална туристичка атракција. Укупно десет пећина, открио их је француски археолошки тим 2002. године и верује се да датирају око 5.000 година. Влада и локално становништво чувају пећинске слике и само ограниченом броју туриста је дозвољен улазак. Остале значајне знаменитости су Лук слободе у Харгејси и Ратни споменик у центру града. Природне атракције су веома честе у региону. Наса Хаблуд су брда близанаца која се налазе на периферији Харгеисе, а Сомалијци у региону сматрају величанственим природним обележјем.
Министарство трговине, индустрије и туризма такође је охрабрило путнике да посете историјске градове у Сомалиленду. Историјски град Шеик налази се у близини Бербере и дом је старих британских колонијалних зграда које су остале нетакнуте више од четрдесет година. Бербера такође садржи историјске и импресивне отоманске архитектонске зграде. Још један подједнако познат историјски град је Зеила. Зеила је некада била део Отоманског царства, зависност Јемена и Египта и велики трговачки град током 19. века. Град је посећен због својих старих колонијалних знаменитости, приобалних мангрова и коралних гребена, високих литица и плаже. Номадска култура Сомалиленда је такође привукла туристе. Већина номада живи на селу.

## Транспорт
Аутобуске услуге саобраћају у Харгејси, Бураоу, Габилију, Бербери и Борами. Постоје и услуге друмског превоза између већих градова и суседних села, којима се управља различитим врстама возила. Међу њима су такси возила, погони на сва четири точка, минибусеви и лака теретна возила (ЛТВ).
Најистакнутија авиокомпанија која опслужује Сомалиланд је Daallo Airlines, приватни превозник у сомалијском власништву са редовним међународним летовима који се појавио након што је Somali Airlines престао са радом. African Express Airways и Етхиопиан Аирлинес такође лете са аеродрома у Сомалиленду до града Џибутија, Адис Абебе, Дубаија и Џеде, и нуде летове за хаџ и умру ходочашћа преко међународног аеродрома Егал у Харгејси. Остали велики аеродроми у земљи укључују аеродром Бербера.

## Луке
У јуну 2016, влада Сомалиленда је потписала споразум са DP World-ом о управљању стратешком луком Бербера са циљем повећања производних капацитета и деловања као алтернативне луке за Етиопију без излаза на море. 2021. пројекту се придружила ЦДЦ група владе Велике Британије која је удвостручила финансирање, чинећи Берберу инвестицијом од милијарду долара.
- Лука Бербера.
- Нова лука контејнерског терминала DP World Бербера.

## Истраживања нафте
У августу 2012, влада Сомалиленда доделила је компанији Генел Енерги лиценцу за истраживање нафте на својој територији. Резултати студије површинског истицања завршене почетком 2015. године потврдили су изузетан потенцијал који се нуди у блоку СЛ-10Б и СЛ-13 и блоку Оодвеине са процењеним резервама нафте од 1 милијарду барела сваки. Генел Енерги ће до краја 2018. године избушити истражне бушотине за блок СЛ-10Б и СЛ-13 у Буур-Даабу 20 километара северозападно од Ајнабоа 
- Активности истраживања нафте и гаса у Одвајнеу, регион Тогдхер.
- Нафтни блокови Сомалиланда.